# Gianna Piaz
Gianna Piaz, all'anagrafe Giovanna Piaz (Bologna, 9 dicembre 1923 – Roma, 27 gennaio 2023), è stata un'attrice, doppiatrice e conduttrice televisiva italiana.

## Biografia

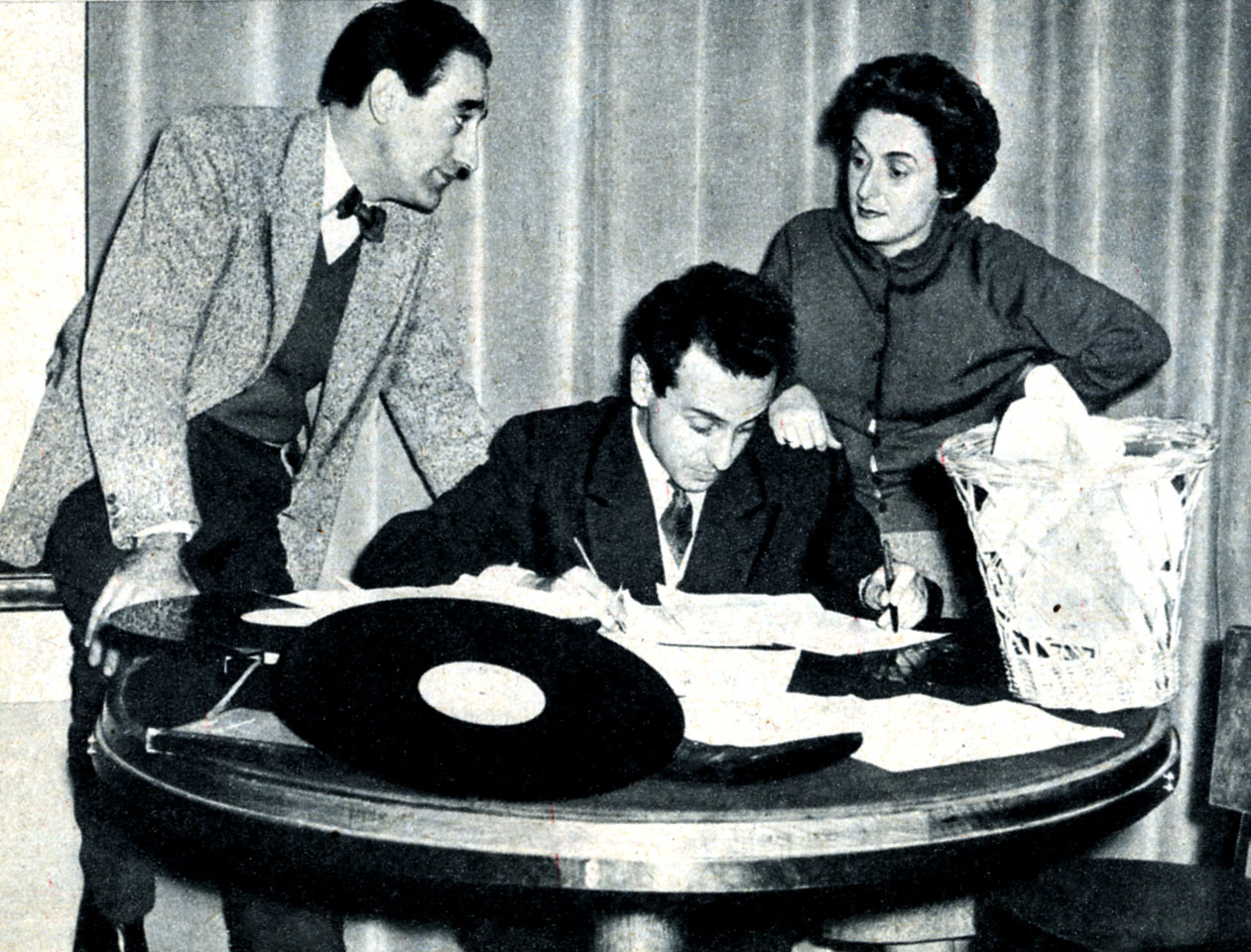
Paolo Valenti al centro con Roberto Bertea e Gianna Piaz nella redazione della rubrica radiofonica Rai Telescopio (1954)

Esordì come attrice teatrale; nel 1949 fu nella compagnia di Vittorio Gassman, con cui reciterà in varie rappresentazioni; nel 1951 fece l'ingresso nella prosa radiofonica della Rai; quindi nei primi anni della neonata televisione, stavolta nelle vesti di interprete di commedie e sceneggiati.
Sempre negli anni cinquanta, nel secondo programma Rai, presentò con il collega Roberto Bertea alcuni programmi radiofonici del mattino, di varietà e musica; dal 1953 i due saranno le voci del settimanale Telescopio, rotocalco radiofonico con interviste tra il serio e il faceto (tra i redattori Paolo Valenti, Piero Angela e Vittorio Mangili).
Fu anche attiva, sia pure saltuariamente, nel doppiaggio; sue le voci di Frau Blücher (Frankenstein Junior) e di alcune interpretazioni di Katharine Hepburn.

## Filmografia
- Solo per te Lucia, regia di Franco Rossi (1952)
- Il seduttore, regia di Franco Rossi (1954)
- Seddok, l'erede di Satana, regia di Anton Giulio Majano (1961)
- Regalo di Natale, regia di Pupi Avati (1986)
- 500!, regia di Lorenzo Vignolo, Matteo Zinghirian, Giovanni Robbiano (2001)
- Il giro di boa, serie il Commissario Montalbano regia di Alberto Sironi – film TV (2006)

### Prosa televisiva Rai
- Alcesti di Euripide, regia di Guido Salvini, trasmessa il 18 luglio 1956.
- Santi in soffitta, regia di Nino Dal Fabbro, trasmessa il 6 luglio 1959.
- Il grande coltello di Clifford Odets, regia di Daniele D'Anza, trasmessa il 10 ottobre 1963.
- L'importanza di chiamarsi Ernesto di Oscar Wilde, regia di Flaminio Bollini, trasmessa il 20 gennaio 1966.
- Il nostro prossimo, regia di Carlo Lodovici, trasmessa il 20 maggio 1966.
- L'affare Kubinsky, regia di Giuseppe Di Martino, trasmessa il 3 febbraio 1967.
- Il mulino del Po, regia di Sandro Bolchi – sceneggiato TV (1971)
- Il crogiuolo di Arthur Miller, regia di Sandro Bolchi, trasmessa il 21 maggio 1971.
- ESP, regia di Daniele D'Anza, sceneggiato Rai, maggio - giugno 1973
- Dov'è Anna?, regia e soggetto di Piero Schivazappa, sceneggiato trasmesso sulla Rai dal 13 gennaio al 24 febbraio 1976.

## Teatro
- Peer Gynt di Henrik Ibsen, regia di Vittorio Gassman, prima al Teatro Valle di Roma il 22 dicembre 1950.
- Detective Story di Sidney Kingsley, regia di Luigi Squarzina, prima al Teatro Valle il 30 gennaio 1951.
- Romeo e Giulietta di William Shakespeare, regia di Guido Salvini, prima al Teatro Valle l'8 marzo 1951
- Jack lo sventratore di Vittorio Franceschi, regia di Nanni Garella, 1992.
- La nemica di Dario Niccodemi, regia di Mario Missiroli, prima al Teatro Quirino di Roma il 5 febbraio 2003.

## Radio

### Prosa radiofonica Rai
- Non aspettarmi, commedia di Stefano Terra, regia di Guglielmo Morandi, trasmessa il 20 febbraio 1950
- Yo, el Rey, commedia di Bruno Cicognani, regia di Guido Salvini, trasmessa il 8 novembre 1951
- Dialoghi delle carmelitane, di Georges Bernanos, regia di Corrado Pavolini, trasmessa il 19 dicembre 1952
- Faust di Wolfgang Goethe, regia di Corrado Pavolini, trasmessa il 14 ottobre 1953.
- Le convenienze teatrali di Antonio Simon Sografi, regia Pietro Masserano Taricco, trasmessa il 20 marzo 1955.
- Prometeo incatenato, di Eschilo, regia di Pietro Masserano Taricco, 1959
- Andromaca, dramma di Jean Racine, regia di Pietro Masserano Taricco, trasmessa il 11 ottobre 1962
- Il principe galeotto di Giovanni Boccaccio, regia di Vittorio Sermonti, trasmessa il 3 luglio 1975.

### Varietà radiofonici Rai
- Vietato ai maggiori di vent'anni, con Franco Interlenghi e Gianna Piaz, trasmessa gennaio febbraio 1954
- Aria d'estate, giornale di varietà di Ricci e Carlo Romano con Gianna Piaz e Roberto Bertea, giugno settembre 1955
- Satelliti e marionette, varietà di Marco Visconti, regia di Federico Sanguigni, trasmesso luglio 1963

## Doppiaggio

### Cinema
- Katharine Hepburn in Un equilibrio delicato
- Cloris Leachman in Frankenstein Junior, Alta tensione
- Mary Wickes in Sister Act 2 - Più svitata che mai
- Billie Whitelaw ne Il presagio
- Sydna Scott in Dieci minuti a mezzanotte
- Marie Kean in Barry Lyndon
- Geraldine Page in Walls of Glass
- Renée Le Calm in Ognuno cerca il suo gatto
- Agnes Moorehead ne L'avventuriero di New Orleans (ridoppiaggio)
- Ann Petrén ne L'amore non basta mai
- Gigetta Morano ne I vitelloni
- June Brown in Domenica, maledetta domenica
- Lilla Brignone in Il deserto dei Tartari
- Millie Slavin in The Truman Show
- Caprera ne L'eroe dei due mondi

### Televisione
- Katharine Hepburn in Amore tra le rovine, Il grano è verde
- Viveca Lindfors ne La vera storia di Ann Jillian
- Cloris Leachman in Matt Hotel
- Yvette Nipar ne Le avventure di Brisco County Jr.
- Mabel Albertson (1ª e 3ª voce) in Vita da strega
- Antje Weinsberger (1ª voce) ne Il medico di campagna
- Babi Xavier in Soltanto per amore
- Lélia Abramo in Mamma Vittoria